# 官春云

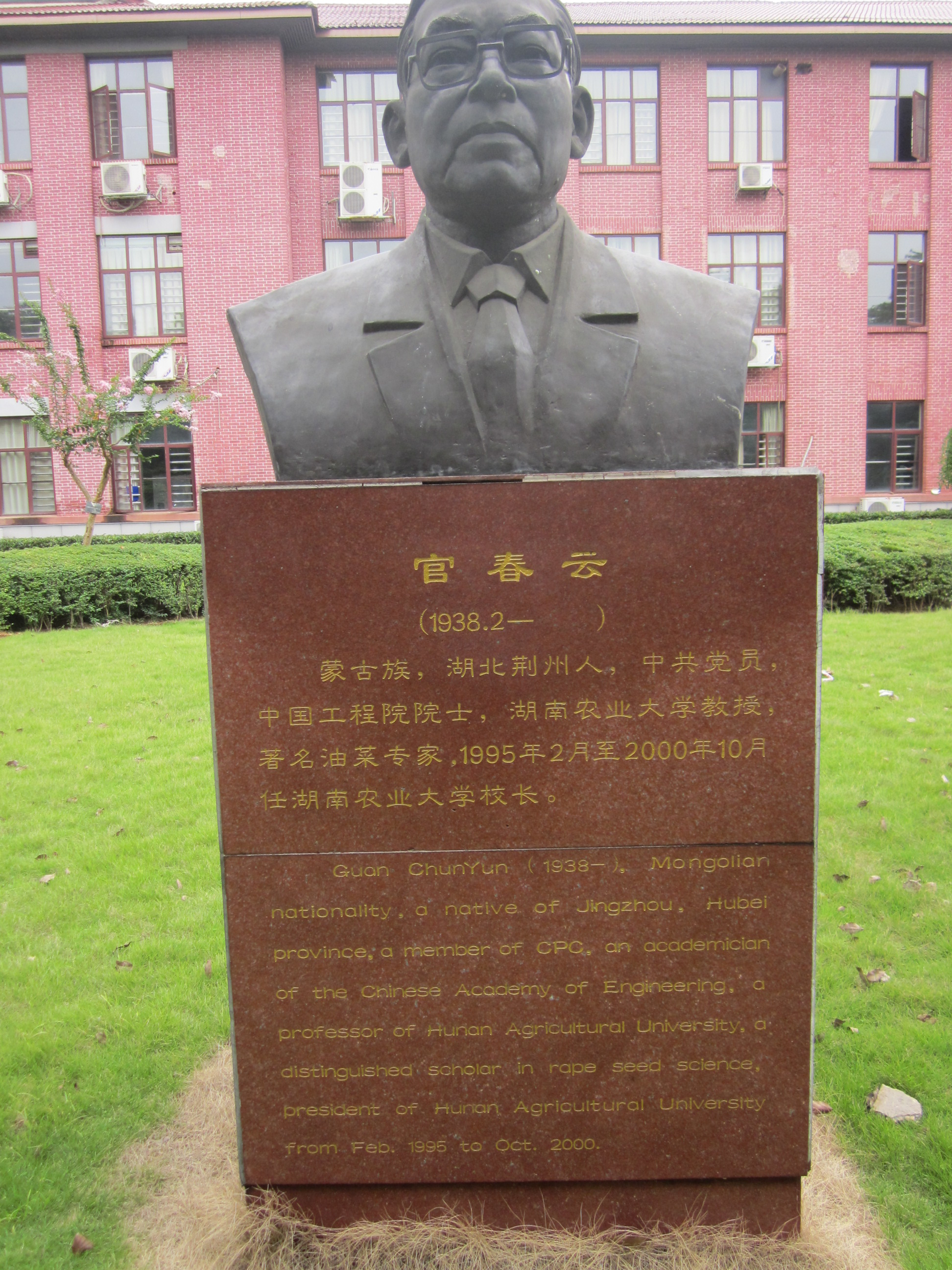
湖南农业大学校园里的官春云半身雕像

官春云（1938年2月21日—），中国油菜遗传育种和栽培专家，湖北江陵人，蒙古族，被誉为“中国油菜之父”。1959年，湖南农业大学农学专业毕业后留校任教。曾任湖南农业大学校长（1995年至2000年）。2001年当选为中国工程院农业学部院士。